# Damalis concolor
Damalis concolor là một loài ruồi trong họ Asilidae. Damalis concolor được Walker miêu tả năm 1861. Loài này phân bố ở miền Ấn Độ - Mã Lai.